# Muriel Sanchez-Harrar
Muriel Sanchez-Harrar est une scénariste, réalisatrice, metteuse en scène et comédienne française, née le 10 juillet 1958 à Casablanca.

## Biographie
Après des études d’art dramatique au Cours Florent, à Paris, elle débute au théâtre en 1983.
Elle jouera par la suite dans des films et séries télévisées du réalisateur Yves Boisset.
Elle s'oriente ensuite vers la réalisation et étudie le cinéma au Conservatoire libre du cinéma français.
En 2007, elle co-réalise Voyage en Rimbaldie, un documentaire consacré aux « fous de Rimbaud ». Elle est également scénariste.
Elle a co-écrit avec son époux Manuel Sanchez, Madame Rimbaud (film en développement), Mara (film en développement) et La Dormeuse Duval (2016).
Elle est associée à la société de production Quizas fondée et dirigée par Manuel Sanchez.
Sur le film La Dormeuse Duval, dont la sortie est prévue en février 2017, elle est également costumière.

## Théâtre

### Actrice
- 1996 : Gros-Câlin de Romain Gary, Cie L'Enfance de l'art, Théâtre de Charleville-Mézières
- 1985 : L'Œuf de Colon ou Coca-cola vous offre un voyage de rêve en Amérique latine de Gustavo Gac Artigas, au siège de l’UNESCO à Paris, au Théâtre municipal de Cherbourg, au Théâtre Jean Vilar à Mitry-Mory puis en tournée en Colombie
- 1983 : Le Tigre de Murray Schisgal, au Théâtre de Dix Heures à Paris
- Parle-moi comme la pluie et laisse-moi écouter de Tennessee Williams

### Mises en scène
- 1995 : Des souris et des hommes de John Steinbeck, Théâtre municipal de Charleville-Mézières
- 1996 : Gros-Câlin de Romain Gary, Théâtre municipal de Charleville-Mézières

## Filmographie

### Scénariste
- 2013 : La Dormeuse Duval de Manuel Sanchez
- 2008 : Pitchipoï : La Destination, tiré de l'affaire Cyminski
- 2001 : Vivement la vie, d’après le livre d’Agnès Bismuth
- 1999 : Simple, d’après le roman de Franz Bartelt
- 1995 : Madame Rimbaud
- 1991 : Les Arcandiers de Manuel Sanchez
- 1987 : Federico, inspiré de la vie de Federico Garcia Lorca
- 1986 : Le Moine, d’après l’œuvre de M.G. Lewis
- 1985 : La Côte sauvage, d’après l’œuvre de J.R. Huguenin

### Réalisatrice
- 2007 : Voyage en Rimbaldie, documentaire de 69 minutes
- 2008 : Mémoires d'un condamné à mort, documentaire sur un réfugié anti-franquiste

### Chef costumière
- 2016 : La Dormeuse Duval de Manuel Sanchez